# Nguyễn Thị Thanh Hà (Thiếu tướng)
Nguyễn Thị Thanh Hà  (sinh 1957) là nữ tướng thứ năm của Quân đội nhân dân Việt Nam, hàm Thiếu tướng, nguyên Chính ủy Viện Y học Cổ truyền Quân đội.

## Thân thế và sự nghiệp
- Bà sinh năm 1957 tại xã Tân Ước, huyện Thanh Oai, Hà Đông, nay Hà Nội
- Trước đó bà nguyên là Trưởng ban Phụ nữ Quân đội, Tổng cục Chính trị, hàm Đại tá.
- Năm 2012, bà được bổ nhiệm giữ chức vụ Chính ủy Viện Y học Cổ truyền Quân đội[2][3]
- Năm 2013, bà được thăng quân hàm Thiếu tướng.

## Gia đình
- Cha: Nguyễn Kim Tuấn, Thiếu tướng, nguyên Tư lệnh Quân đoàn 3
- Em trai: Nguyễn Công Hiệu, Đại tá, Tùy viên Quân sự Việt Nam tại Indonesia